# Старокостянтинівський елеватор
Старокостянтинівський елеватор — дочірнє підприємство ДАК «Хліб України».

## З історії
З незапам'ятних часів люди селилися на території Старокостянтинова — міста, купленого у 1561 році князем Костянтином Василем Острозьким. У тому ж році місто отримало Магдебурзьке право, згідно з яким частина натуральних повинностей ліквідовувалася, натомість встановлювались пільги на податки з торгівлі і ремесел, у числі яких активно починає розвиватися й млинарство (благо в місті зливаються три річки — Ікопоть, Случ та Шахівка).
Під час наступного, досить важливого етапу розвитку продуктивних сил краю,- в період становлення та розвитку різноманітних промислів,- важливу його частину починають займати борошномельні промисли та хлібопечення.
На початку XX сторіччя в структурі промислових підприємств Старокостянтинова вже рахувалися:
1. Цукровий завод
2. Дві тютюнові фабрики
3. Миловарня, свічковий
4. Цегельний і салотопний заводи
5. Дві маслобойні
6. 11 кузень
7. 9 цехів з обробки шкіри
8. 5 млинів з водяним приводом, один з яких (дата забудови 1905 р.) як уособлення величі промислової архітектури того часу будить уяву у сучасників та збурює почуття ностальгії і гордості за своїх самодостатніх прадідів.

Історія, відкриваючи свої таємниці, свідчить, що дозвіл на будівництво млина від царської особи, був наданий генералові Дубасову за придушення повстання у 1902–1903 роках в Санкт-Петербурзі. Млин двохгатункового помелу з доволі раціонально облаштованою трансмісією і дерев'яними норіями повноцінно працював аж до 1986 року, перебуваючи на балансі Старокостянтинівського елеватора з 1977 року. Про розвинуті традиції млинарства у Старокостянтинова свідчить і той факт, що одна із вулиць цього міста так і називається — Млинарська.
Спогади про час повоєнного відродження пункту «Заготзерно» залишив Яків Тимофійович Ковтун — батько головного інженера Старокостянтинівського елеватора Якова Яковича Ковтуна:
У березні 1944 року щойно місто було звільнене від німецько-фашистських окупантів, Старокостянтинівський райзаготпункт «Заготзерно», що розташовувався біля залізничної станції «Старокостянтинів-1» відновив свою роботу, - розповідав синові Я. Ковтун, який багато років пропрацював на цьому підприємстві старшим майстром дільниці. – Працювали тяжко, було багато ручної праці. Зерно піднімали до ємкостей на зберігання по трапу, і переважно жінки (їх у той час працювало на підприємстві до 60 осіб), бо чоловіки не повернулися з бойовищ Великої Вітчизняної війни. За найменше порушення слідувало жорстке стягнення, а режим роботи був настільки зарегульований вказівками «згори», що відправляючись, приміром, на нараду до Хмельницька на певний час, директор залишав наказ, у якому зазначалося «…їду на нараду до такого-то числа, повернуся тоді-то».
Ось витяг із одного з таких документів — наказу від 18 березня 1944 року за № 1 «Сего числа, после освобождения города Староконстантинова от немецко-фашистских окупантов, на основании приказа управляющего Каменец-Подольской обласной конторы приступил к своим обязанностям заведующего Староконстантиновским Райзаготпунктом „Заготзерно“ тов. Кошик Владимир Иванович».
Йшли роки, змінювалися керівники, а підприємство працювало і з роками розбудовувалось. На початку 50-х років XX століття — це підприємство, яке вже мало назву «Старокостянтинівська реалбаза хлібопродуктів», очолював І. Шевчук, якого на посаді змінив І. Шевченко. Будувалися склади, працював млин, нарощувалися виробничі показники.
У 60-і роки підприємством керував А. Плохотнюк, який багато сили вклав у будівництво складів (зведено 15 об'єктів) та в їх облаштування комплексною механізацією ділянок з завантаження зерна і його активного вентилювання. Будувалися зерносушарки, облаштовувалися побутові приміщення.
Реалбаза хлібопродуктів на початку 1971 року мала одинадцять зернових складів загальною місткістю 33, 1 тис. тонн, три зерносушарки ДСП-32-ОТ, зернові сепаратори ЗСМ-100 — 2 шт. та чотири зерноочисних машини СМ-4, ОВП-20, авторозвантажувачі ГУАР-15.
Але, оскільки зростали обсяги вирощеного зерна, а для його зберігання використовувались асфальтовані майданчики між складами (в буртах), бо складські ємності вже не вміщали такої кількості зерна, було прийняте рішення про будівництво елеватора.
У цей час підприємство очолив В. І. Бричківський (працював на цій посаді до 1997 р.), завдяки управлінським якостям якого, у 1976 році став до ладу елеватор ЛВС-4х175 місткістю 77, 7 тис. тонн з двома зерносушарками ДСП-32 (на природному газі). У 1978 році запрацювала зерносушарка «Цілинна-30». До того ж елеватор був оснащений великоваговими автомобілерозвантажувачами, точками розвантаження (проїзними) ГУАР-30 — 3 шт., УРАГ-15 — 2 шт.
У радянські часи елеватор відносився до, так званих, «елеваторів-накопичувачів». Сюди залізничним транспортом привозили збіжжя з шести хлібоприймальних пунктів. Це було потужне підприємство, що працювало у реверсному режимі, здійснюючи 3-4 обороти за рік у режимі обслуговування державних замовлень. У 80-і роки XX століття заготівля зерна нового врожаю становила 50-60 тис. тонн. Протягом року оборот зерна на елеваторі був потрійний — майже 300 тис. тонн.
Працювала також насіннева станція, що забезпечувала господарства Старокостянтинівського району насінням зернових культур. Діяли склади готової продукції, які поставляли торговельним організаціям борошно та крупи.
До 1997 року елеватор очолював В. Бричківський.
Перехід до ринкових засад господарювання негативно позначився на фінансовому стані підприємства, оскільки скоротилися обсяги надходження зерна до 15-18 тис. тонн на рік. Через реформування сільського господарства, зменшилися площі посівів, змінилася структура виробництва всієї аграрної системи.
Вкрай складний період обернувся для елеватора й скороченнями працівників, бо використовувалися лише 8-15 відсотків місткостей.
Але колектив підприємства вижив, повноцінно відновивши роботу.

## На сучасному етапі
З 1998 року з призначенням директором ДП ДАК «Хліб України» «Старокостянтинівський елеватор» М. В. Савчук розпочалося оновлення підприємства на господарських засадах.
Упродовж наступних років були здійснені ремонтні роботи силосних корпусів елеватора, впорядковано виробничу і прилеглі території, змонтовано сучасні транспортерні стрічки, облаштовано системи аспірації, відлагоджено залізничні колії, відновлено систему термометрії, укомплектовано лабораторію, яка пройшла атестацію.
Нині загальна місткість Старокостянтинівського елеватора становить 110 тис. тонн. Його виробнича дільниця — оснащена розвантажувачами тупиковими «У-15УРБ» — 4 шт., «АВС-5» — 1 шт. Працюють зернові сепаратори «БЦС-100». Для обробки залізничних вагонів діє сумісний пристрій для розвантажування та завантаження двох вагонів одночасно.
Сучасними пристроями укомплектоване вагове господарство (ваги залізничні АУ-150, ваги автомобільні А-25 — 2 шт., АЦ-3 — 2 шт., АЦ-60 — 1 шт.).
Елеватор обладнаний термометрією, що дає можливості слідкувати за температурним режимом у силосах.
Чисельність постійно працюючих на підприємстві — сімдесят кваліфікованих працівників. До того ж щороку ще близько двадцяти сезонних працівників набирають у жнива на роботи, котрі не потребують кваліфікації.
Елеватор успішно нарощує свої виробничі показники: у 2007 році прийнято близько 50 тис. тонн збіжжя (тоді, як у 2006 р. засипали у склади 12 тис. тонн), а у 2008 році — 70 тис. тонн (доведене до базисних показників та знаходиться на зберіганні).
Підприємство сертифіковане, що дає право працювати на ринку зерна згідно з вимогами Закону «Про зерно та ринок зерна в Україні».
З 2006 року розпочалася реконструкція технологічного обладнання, повністю комп'ютеризовано бухгалтерію, що зробило діяльність підприємства прозорішою і прогнозованою
Виробничо-технологічна лабораторія оснащена сучасними приладами, тож здатна забезпечити оперативний аналіз збіжжя.
Старокостянтинівський елеватор налагодив співпрацю з найвідомішими зернотрейдерами на українському ринку зерна, а відтак приймає на зберігання та сушку: ріпак, пшеницю, ячмінь, овес, жито, кукурудзу, гречку, насіння соняшника (можливості приймання щодоби становлять 2 — 2, 5 тис. тонн зерна залежно його від вологості). Розвитку підприємства сприяє і його вигідне транспортне (залізничне і автомобільне) сполучення.